# Vornholz
Vornholz är en ort i  kommunen Vorau i Österrike. Den ligger i distriktet Hartberg-Fürstenfeld i förbundslandet Steiermark.
Vornholz var tidigare en självständig kommun, men blev den 1 januari 2015 en del av kommunen Vorau.